# HMS Safari (P211)
Le HMS Safari (numéro de coque P211) est un sous-marin de la troisième série d'unités de la classe S, construit pour la Royal Navy pendant la Seconde Guerre mondiale par le chantier naval Cammell Laird de Birkenhead.

## Conception et description

Schéma d'un sous-marin de classe S

Les sous-marins de la classe S ont été conçus pour patrouiller dans les eaux resserrées de la mer du Nord et de la mer Méditerranée. Les sous-marins de la troisième série de cette classe étaient légèrement plus grands et améliorés par rapport à la série précédente. Ces sous-marins avaient une longueur hors tout de 66,1 mètres, une largeur de 7,2 m et un tirant d'eau de 4,5 m. Leur déplacement était de 879 tonnes en surface et 1 006 tonnes en immersion. Les sous-marins de la classe S avaient un équipage de 48 officiers et matelots. Ils pouvaient plonger jusqu'à la profondeur de 90 m.
Pour la navigation en surface, ces navires étaient propulsés par deux moteurs Diesel de 950 ch (708 kW), chacun entraînant un arbre et une hélice distincte. En immersion, les hélices étaient entraînées par un moteur électrique de 650 ch (485 kW). Ils pouvaient atteindre 15 nœuds (28 km/h) en surface et 10 nœuds (19 km/h) en plongée. Les sous-marins de la troisième série avaient une autonomie en surface de 6 000 milles marins (11 000 km) à 10 nœuds (19 km/h), et en plongée de 120 milles (220 km) à 3 nœuds (5,6 km/h).
Ces navires étaient armés de sept tubes lance-torpilles de 21 pouces (533 mm). Une demi-douzaine de ces tubes étaient à l'avant, et il y avait un tube externe à l'arrière. Ils transportaient six torpilles de rechange pour les tubes d'étrave, et un total de treize torpilles. Douze mines pouvaient être transportées à la place des torpilles stockées à l’intérieur. Ils étaient également armés d'un canon de pont de 3 pouces (76 mm). Les navires du troisième groupe de la classe S étaient équipés d’un système ASDIC de type 129AR ou 138 et d'un radar d'alerte précoce de type 291 ou 291 W.

## Construction et carrière
Commandé le 23 janvier 1940 dans le cadre du programme de construction de 1939, le HMS Safari est mis sur cale aux chantiers navals Cammell Laird Shipyard à Birkenhead en Angleterre le 5 juin 1940, lancé le 18 novembre 1941 et mis en service le 14 mars 1942 à Holy Loch.

### Méditerranée occidentale
Après un entraînement, le Safari part pour Gibraltar le 14 mai avec les sous-marins HMS Unison et HMS Traveller, escortés par le sloop HMS La Capricieuse. Après son arrivée le 26 mai, le Safari effectue des exercices avant de partir pour sa première patrouille de guerre en mer d'Alboran. Le 13 juin, il aperçoit un convoi de deux croiseurs légers italiens, escortés par trois destroyers et tente d'attaquer, mais ils sont hors de portée des torpilles. Quatre jours plus tard, il aperçoit un sous-marin de surface, très probablement le Uarsciek italien, mais le sous-marin est hors de portée de l'attaque. Le Safari retourne à Gibraltar le 23 juin après n'avoir plus repéré de navires ennemis.
Le 4 juillet, le Safari quitte Gibraltar pour sa deuxième patrouille de guerre avec l'ordre de patrouiller au large de la Sardaigne. Le 12 juillet, il coule le navire marchand italien SS Adda avec des tirs d'artillerie et une torpille, à la position géographique de 40° 02′ N, 9° 48′ E. Trois jours plus tard, le sous-marin endommage un autre navire marchand italien, le SS Tigrai, au large du golfe d'Orosei. Le Safari retourne à Gibraltar le 24 juillet.
À partir du 4 août, le Safari patrouille au nord de la Sicile, avec des ordres supplémentaires pour assurer la protection pendant l'opération Pedestal, une opération de convoi allié pour le réapprovisionnement de Malte. Deux jours plus tard, il repère un sous-marin en surface, peut-être le sous-marin italien Giada de classe Acciaio, bien que le sous-marin ait plongé avant qu'une attaque puisse être menée. Le 16 août, le Safari escorte le convoi dans l'opération Pedestal, avec l'intention d'être repéré à la surface par les avions ennemis et de décourager les attaques potentielles des navires de guerre de surface ennemis. Le sous-marin n'ait pas rencontré les forces ennemies, l'opération du convoi a été un succès stratégique britannique. Le 14 août, le Safari reprend ses patrouilles normales et endommage le voilier italien Gioavannina M par des tirs d'artillerie deux jours plus tard. Le lendemain, il rencontre et coule un autre voilier italien, le Ausonia, au large d'Orosei, en Sardaigne. Le 18 août, le Safari coule le navire italien Perseo au large du cap Carbonara, puis attaque, mais manque, le sous-marin italien Bronzo avec des torpilles plus tard dans la journée. Il retourne à Gibraltar le 24 août.

### Mer Adriatique
Le Safari quitté Gibraltar pour rejoindre la 10e flottille de sous-marins, basée à Malte, le 12 septembre. Il arrive la semaine suivante, puis quitte Grand Harbour le 26 septembre pour une patrouille dans la mer Adriatique. Le 2 octobre, il endommage le navire marchand italien Veglia par des tirs d'armes à feu et une torpille, obligeant le navire à s'échouer, puis déclare une perte totale. Deux jours plus tard, le Safari manque le navire marchand italien Valentino Coda avec quatre torpilles, puis fait surface pour utiliser son canon principal; l'attaque a dû être interrompue lorsque l'ennemi a riposté et qu'un destroyer a été envoyé pour chasser le sous-marin. Le 5 octobre, le Safari endommage le navire marchand italien Eneo et le fait échouer sur des rochers; le Eneo est ensuite déclaré perte totale. Le 8 octobre, le sous-marin manque le vapeur italien Giuseppe Magluilo avec trois torpilles. Le torpilleur italien T5, qui patrouillait à proximité, a ensuite chargé le Safari, mais n'a causé que des dégâts mineurs. Deux jours plus tard, il attaque mais manquée le vapeur Goffredo Mameli, qui se trouve dans un convoi avec deux autres navires escortés par le torpilleur italien T7. Il réussit à échapper au torpilleur sans subir de dommages, puis terminé sa quatrième patrouille à Malte le 14 octobre.
Le 18 octobre, le Safari quitte Malte pour une autre patrouille dans l'Adriatique, avec l'ordre d'intercepter un convoi ennemi près de Pantelleria. Cependant, Il n'a pas vu le convoi, et le sous-marin a donc reçu l'ordre de rencontrer un autre convoi au sud de l'île de Lampedusa. L'un des navires du convoi, le Titania, avait été endommagé par des torpilles larguées la nuit précédente et quitte le convoi avec deux escortes de destroyers. Le Safari tire une torpille sur le navire marchand, mais le manque; il lance ensuite une autre torpille sur sa cible qui explose et coule. Après avoir échappé à une contre-attaque des destroyers qui l'escortaient, le Safari retourne à Malte deux jours plus tard, mettant fin à sa patrouille de quatre jours.

### Italie du Sud
Après avoir quitté Malte le 3 novembre, le sous-marin est affecté à une patrouille au nord de la Sicile, en Italie, pour soutenir les débarquements alliés en Afrique du Nord. En route vers sa zone de patrouille, le Safari est attaqué par un avion de chasse allemand Messerschmitt Bf 109, mais n'est pas endommagé. Il coule le navire italien Bice le 13 novembre, à l'est de Sousse, en Tunisie. Après avoir changé sa zone de patrouille pour le golfe de Syrte trois jours plus tard, il torpille et coule le transport allemand Hans Arp, ancré avec un dragueur de mines allemand, au large de Ras Ali, en Libye. Le Safari lance une torpille sur plusieurs barges ancrées à Ras Ali le 17 novembre, mais leur tirant d'eau est trop faible et la torpille passe sous l'eau et frappé le brise-lames du port, le détruisant sur une distance de 25 mètres, tuant cinq hommes et en blessant quinze autres. Le Safari attaque également une goélette non identifiée avec une torpille plus tard dans la journée, mais la manque. Le 18 novembre, le sous-marin coule un petit navire et endommage une barge de débarquement par des tirs d'armes d'artillerie dans la même zone. Le 21 novembre, il tire une torpille sur une barge de débarquement à Ras Ali, mais la torpille a de nouveau coulé et a touché le brise-lames comme elle l'avait fait quatre jours auparavant. Le 22 novembre, il endommage une autre péniche de débarquement au large de Ras Sulta par des tirs d'artillerie, mais doit interrompre l'attaque après avoir épuisé toutes ses munitions de 3 pouces. Le sous-marin rentré à Malte le 24 novembre.
Le Safari quitte Malte le 16 décembre pour sa septième patrouille de guerre, avec l'ordre d'opérer au large de Hammamet, en Tunisie. Après avoir patrouillé pendant deux jours, il aperçoit le navire italien Eufrasia C et le coule sous les tirs d'artillerie dans le golfe de Hammamet. Le Safari endommage gravement un patrouilleur italien, le Costantina, le 20 novembre; le Costantina doit être échoué et est déclaré par la suite perte totale. Plus tard le lendemain, le Safari coulé le dragueur de mines magnétique italien Rosina S sous les tirs, puis l'achève avec une torpille lorsqu'il reste à flot. Le 23 décembre, Le Safari fait une courte escale à Malte pour débarquer des prisonniers de guerre, se ravitailler en carburant et reconstituer son stock de munitions. Alors qu'il patrouille au sud de Sousa, en Tunisie, le 27 décembre, le Safari coule sous les balles le navire italien Eleonora Rosa qui transportait 100 tonnes d'essence. Deux jours plus tard, il coule le navire marchand italien Torquato Gennari avec des torpilles au sud de Sfax, en Tunisie. Le sous-marin termine sa patrouille à Malte le 30 décembre.

### Alger
Après avoir quitté Malte le 2 janvier 1943, le Safari arrive à Alger le 6 janvier pour rejoindre la 8e flottille de sous-marins, basée à Alger. Il quitte le port le 20 janvier pour patrouiller au large de Naples, en Italie. Le jour suivant, le sous-marin, dans la zone de restriction de bombardement britannique, a été bombardé par erreur par un avion Vickers Wellington de la Royal Air Force qui avait dévié de sa route. Le 24 janvier, le Safari tente d'attaquer un destroyer ennemi, mais il est détecté par le sonar du navire, qui l'attaqué avec des grenades sous-marines. Le destroyer est probablement le Lanzerotto Malocello, destroyer italien de classe Navigatori, qui a signalé une attaque ce jour-là, mais a perdu le contact du sonar en raison d'une défaillance de l'équipement. Le Safari tente d'attaquer un convoi italien le 26 janvier, mais manqué les navires avec quatre torpilles. Le 30 janvier, le sous-marin coule les goélettes italiennes Sant'Aniello et Gemma, qui se dirigent vers Vibo Valentia, avec des tirs d'artillerie au large du cap Scalea, en Italie. Le 2 février, il aperçoit et attaque un convoi de deux navires marchands italiens au large de Capri ; le Valsavoia coule avec des torpilles et le Salemi avec des tirs d'artillerie. Le Safari rentre ensuite à Alger le 8 février.
Le 22 février, le Safari quitte l'Algérie, cette fois pour une mission de reconnaissance des ingénieurs sur les plages au nord de la Sicile. Les hommes atteignent le sol en folbot, de petits kayaks pliants. Plusieurs missions sont lancées entre le 27 février et le 13 mars et, la mission terminée, le Safari reprend ses fonctions de patrouille, en coulant le navire italien Stefano M au large du cap San Vito le 9 mars, puis revient à Alger le 13.
Le Safari quitte Alger le 27 mars, avec l'ordre de patrouiller au sud de la Sardaigne, en Italie, et, le 3 avril, il coule les navires italiens Nasello et S. Francisco di Paola A sous les tirs du golfe d'Orosei. Le 6 avril, il rate le navire marchand italien Vincenzina avec des torpilles, puis coulé le dragueur de mines italien Bella Italia au large du cap Carbonara le 9 avril. Le lendemain, il intercepte un convoi de navires italiens, escorté par deux dragueurs de mines, et coulé le navire auxiliaire Loredan et le pétrolier Isonzo. Le dernier navire du convoi, le 'Entella, s'échoue alors qu'il manœuvre pour éviter les torpilles, et est coulé par le Safari le jour suivant. Le Safari revient à Alger le 14 avril.
Après avoir effectué des exercices, le Safari quitte Alger le 29 avril pour sa onzième patrouille, au nord-ouest de la Sardaigne, en Italie. Après quatre jours en mer, le sous-marin coule le navire auxiliaire italien Sogliola sous les tirs de l'île d'Asinara, puis coule le dragueur de mines Onda avec des torpilles dans la même zone. Le 8 mai, il coule le navire marchand italien Liv, qui a été endommagé lors d'une attaque aérienne, à Porto Torres, en Sardaigne. Le Safari met fin à sa patrouille le 14 mai à Alger.
Le 26 mai, le Safari quitte Alger, chargé de mener l'opération Marigold. Le 30 mai, il débarque deux hommes de la Special Boat Section, au large de Muravera, en Sardaigne. Les hommes reviennent peu après minuit après avoir volontairement déposé un carnet à terre à des fins de tromperie. Le 1er juin au petit matin, le Safari met à l'eau douze hommes dans deux folbots et deux canots pneumatiques. Ils doivent effectuer une reconnaissance et tenter de capturer un soldat ennemi pour l'interroger; cependant, l'équipe de débarquement essuie des tirs sur la côte et retourne au sous-marin avec un disparu. La mission spéciale étant terminée, le sous-marin débarque les hommes à Annaba le 3 juin. Continuant sa patrouille normale, le Safari tente d'attaquer un convoi italien, mais est détecté et est attaqué sans succès avec des grenades sous-marines par un destroyer italien. Deux jours plus tard, il est de nouveau attaqué par un navire italien, cette fois-ci le torpilleur Ardito de classe Ciclone, qui le repère en surface, puis l'attaque avec des grenades sous-marines. Le 10 juin, le Safari coule le transport allemand KT-12, à destination de Cagliari, avec des torpilles puis termine sa patrouille à Alger le 15 juin.

### Opération Husky
Le 30 juin 1943, le sous-marin se rend à Bizerte, où il arrive le lendemain, puis quitte le port le 4 juillet pour effectuer sa treizième patrouille de guerre, avec l'ordre d'agir comme radiophare directionnel pendant l'invasion alliée de la Sicile. Peu avant de quitter le port, le Safari est accidentellement éperonné par un remorqueur français, mais ne subit que des dommages mineurs qui sont réparés par son équipage. Le 9 juin, le Safari exécute sa mission spéciale au large de Licata, établissant un contact radio avec le destroyer américain USS Bristol. Le lendemain, le Safari, en route pour Malte, est bombardé par des bombardiers allemands Junkers Ju 88, plusieurs bombes tombant à proximité. Le Safari termine sa patrouille cet après-midi-là à Malte.
Le Safari commence sa patrouille le 15 juillet, opérant à l'ouest de la Corse et de la Sardaigne. Après trois jours en mer, il coulé le dragueur de mines italien Amalia en tirant des coups de canon. Le 19 juillet, il attaque deux péniches de débarquement allemandes et un yacht armé italien, coulant l'une et endommageant l'autre par des ttexte en italiqueirs, respectivement. Le jour suivant, le sous-marin aperçoit le navire armé italien Silvia Onorato, qui transporte 180 tonnes de ciment; le Safari tire deux torpilles sur le navire, qui explose et s'enfonce rapidement dans le fond. Le 22 juillet, le Safari coule le dragueur de mines italien Durazzo avec des torpilles à l'est de la Corse, puis le dragueur de mines italien FR 70 au nord-ouest de l'île d'Elbe avec des tirs d'artillerie le 25 juillet. Le 26 juillet, le sous-marin manque un grand navire marchand au large de Piombino, en Toscane, puis attaque le pétrolier allemand Champagne, mais le également manque. Le 30 juillet, Safari revient à Alger.

### La fin de la guerre
Après un arrêt à Gibraltar, le Safari effectué une patrouille de lutte anti-sous-marine dans le golfe de Gascogne à partir du 22 août 1943, mais ne voit pas de cibles, et termine sa patrouille à Portsmouth le 8 septembre. Le Safari a ensuite subi un carénage à Troon, puis, après un arrêt à Holy Loch, part pour Rothesay, rejoignant la 7e flottille de sous-marins. Cette flottille assure uniquement la formation, et le Safari est fréquemment utilisé pour former les futurs commandants de sous-marins dans le cadre du cours de commandement des sous-marins. Le 16 mars 1944, le sous-marin reçoit l'ordre de patrouiller au large de la Norvège pendant l'opération Foremost, car on craint que le cuirassé allemand Tirpitz ne se rende en Allemagne pour y être réparé. Au bout de trois jours, cependant, l'Amirauté britannique comprend que le cuirassé ne se déplacerait pas, et le Safari est rappelé. Il effectue alors des exercices d'entraînement pour le reste de la guerre.
Après la fin de la Seconde Guerre mondiale, le Safari est mis en réserve, puis vendu à J. Cashmore pour être mis à la casse le 7 janvier 1946. Le lendemain, le sous-marin coule en route vers les chantiers de démantèlement au sud-est de Portland.

## Commandants
- Commander (Cdr.) Benjamin Bryant (RN) du 14 octobre 1941 au 27 avril 1943.
- Lieutenant (Lt.) Richard Barklie Lakin (RN) du 27 avril 1943 à début 1944?
- Lieutenant Commander (Lt.Cdr.) David Anthony Baily Abdy (RN) du début 1944 au 4 mars 1944.
- Lieutenant Commander (Lt.Cdr. en retraite) John Robert Garstin Harvey (RN) du 4 mars 1944 au 7 mars 1945.
- Lieutenant Commander (Lt.Cdr.) Richard Molyneux Favell (RN) du 7 mars 1945 au 12 mars 1945.
- Lieutenant Commander (Lt.Cdr.) Lennox William Napier (RN) du 12 mars 1945 au 16 mars 1945.
- Commander (Cdr. en retraite) John Robert Garstin Harvey (RN) du 16 mars 1945à juillet 1945.

Notes: RN = Royal Navy